# Torneo de las Cinco Naciones 1966
El Torneo de las Cinco Naciones de 1966 fue la 72° edición del principal Torneo del hemisferio norte de rugby.
El campeón del torneo fue la selección de Gales.

## Clasificación
| Lugar | Selección  | Partidos | Partidos | Partidos  | Partidos | Puntos  | Puntos    | Puntos | Tabla de puntos |
| Lugar | Selección  | Jugados  | Ganados  | Empatados | Perdidos | A favor | En contra | dif.   | Tabla de puntos |
| ----- | ---------- | -------- | -------- | --------- | -------- | ------- | --------- | ------ | --------------- |
| 1     | Gales      | 4        | 3        | 0         | 1        | 34      | 26        | +8     | 6               |
| 2     | Francia    | 4        | 2        | 1         | 1        | 35      | 18        | +17    | 5               |
| 3     | Escocia    | 4        | 2        | 1         | 1        | 23      | 17        | +6     | 5               |
| 4     | Irlanda    | 4        | 1        | 1         | 2        | 24      | 34        | -10    | 3               |
| 5     | Inglaterra | 4        | 0        | 1         | 3        | 15      | 36        | -21    | 1               |

## Resultados
| 15 de enero | Escocia | 3 - 3 | Francia | Estadio Murrayfield, Edimburgo |  |

| 15 de enero | Inglaterra | 6 - 11 | Gales | Twickenham Stadium, Londres |  |

| 29 de enero | Francia | 11 - 6 | Irlanda | Stade Olympique Yves-du-Manoir, Colombes |  |

| 5 de febrero | Gales | 8 - 3 | Escocia | Cardiff Arms Park, Cardiff |  |

| 12 de febrero | Inglaterra | 6 - 6 | Irlanda | Twickenham Stadium, Londres |  |

| 26 de febrero | Francia | 13 - 0 | Inglaterra | Stade Olympique Yves-du-Manoir, Colombes |  |

| 26 de febrero | Irlanda | 3 - 11 | Escocia | Lansdowne Road, Dublín |  |

| 12 de marzo | Irlanda | 9 - 6 | Gales | Lansdowne Road, Dublín |  |

| 19 de marzo | Escocia | 6 - 3 | Inglaterra | Estadio Murrayfield, Edimburgo |  |

| 26 de marzo | Gales | 9 - 8 | Francia | Cardiff Arms Park, Cardiff |  |

## Premios especiales
- Copa Calcuta:  Escocia